# ده بايين (لامرد)
ده بايين (بالفارسية: ده پایین) هي منطقة سكنية في محافظة فارس إيران التابعة لبلدة أشكنان مقاطعة لامرد.

## السكان
تقع هذه القرية في قسم كال وفي احصاءات سنة 2006 كان عدد المساكن فيها أقل من 3 مسكن.